# حسن الطیر
حسن الطیر (انگلیسی: Hassan Taïr؛ زادهٔ ۱۲ دسامبر ۱۹۸۲) بازیکن فوتبال اهل مراکش بود.
از باشگاه‌هایی که در آن بازی کرده‌است می‌توان به باشگاه فوتبال الامارات امارات، باشگاه فوتبال الرائد عربستان سعودی، باشگاه فوتبال الرجا، و باشگاه فوتبال الشعله عربستان سعودی اشاره کرد.
وی همچنین در تیم ملی فوتبال مراکش بازی کرده‌است.